# Chogha Mish

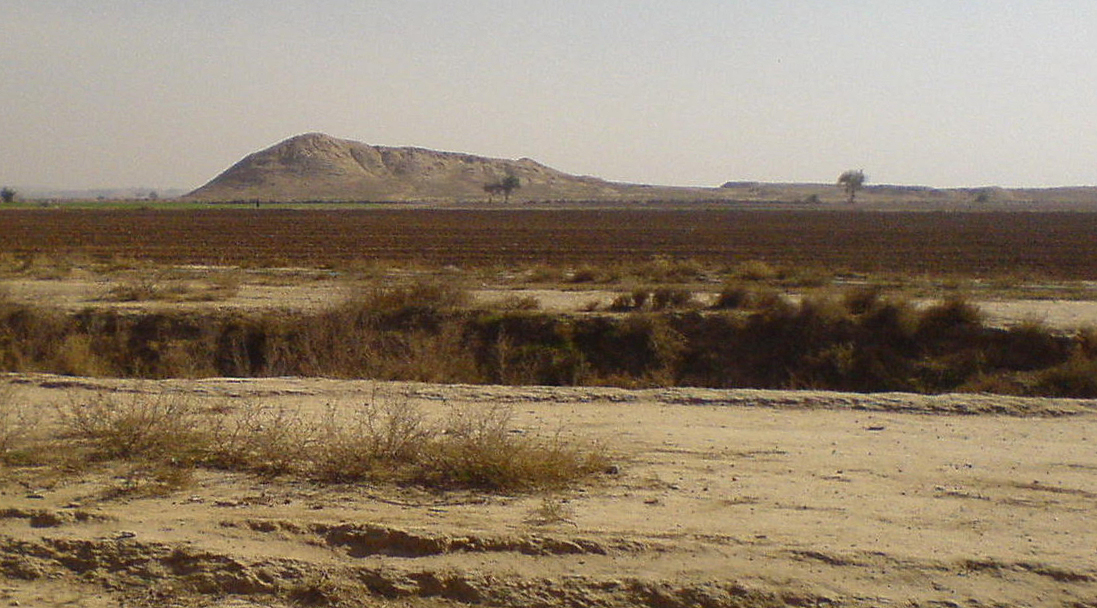
Yacimiento de Chogha Mish.

Chogha Mish o Tappeh-ye Choghā Mīsh (persa; چغامیش čoġā mīš) es el yacimiento arqueológico de un asentamiento calcolítico en un montículo al oeste de Irán, ubicado en la provincia de Juzestán en la llanura de Susiana. Chogha Mish fue ocupado a principios del 6800 a. C. y continuamente desde el Neolítico hasta el período de protoalfabetización (período de Uruk), abarcando así los períodos de tiempo entre el Arcaico hasta el Elamita. Más tarde, la cercana Susa llegó a convertirse en la potencia cultural dominante en esta área.
El asentamiento comenzó después de la domesticación de los cápridos y el ganado, y probablemente abarcó la época posterior en la que se domesticaron los cerdos y los caballos. También hubo un período de ocupación aqueménida.

## Historia de las excavaciones
Las excavaciones se llevaron a cabo en el sitio entre 1961 y 1978, durante 11 temporadas por el Instituto Oriental de la Universidad de Chicago, bajo la dirección de Pinhas Delougaz y Helene J. Kantor.
La casa de las excavaciones en Qaleh Khalil fue destruida durante la Revolución iraní, por lo que muchos hallazgos y registros se perdieron o fueron destruidos.

## Ocupación histórica

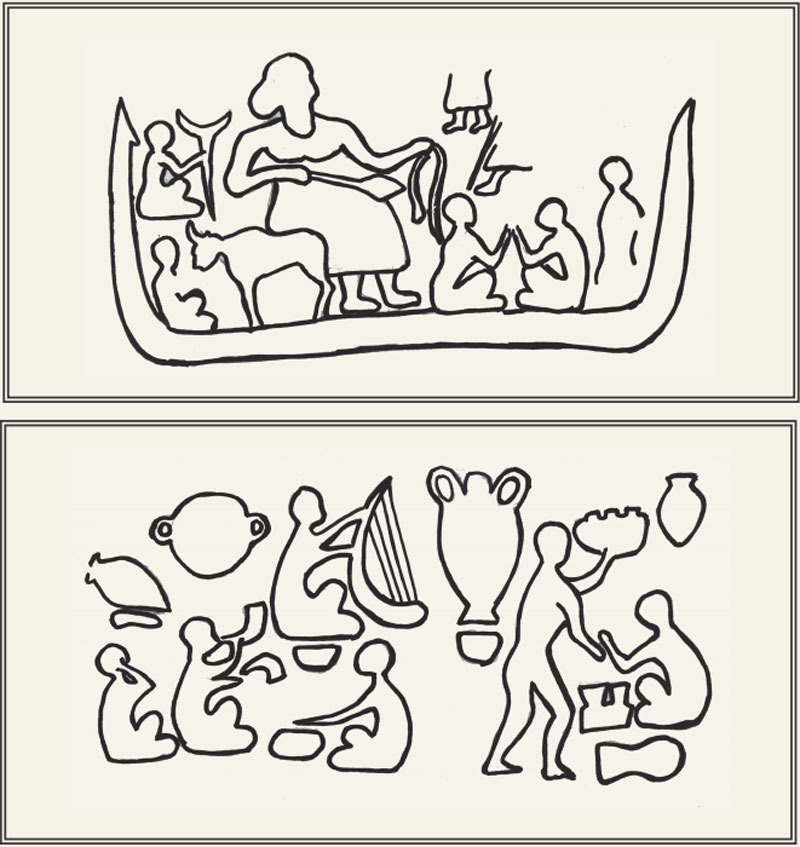
Arriba: Impresión de un sello cilíndrico encontrado en Chogha Mish representando a un gobernante victorioso de la ciudad sentado en un barco con séquito y prisioneros. Período de protoalfabetización (c. 6000 a. C.), diam. 4,2 x 6,9 cm.
Debajo: Músicos representados en cerámica hallada en Chogha Mish.

El sitio fue ocupado continuamente y jugó un papel central en el desarrollo cultural y social de la región desde aproximadamente 6900 a. C. (Susiana Arcaica) hasta 5000 a. C. (período de Susiana Media).
Cerca de allí, Chogha Bonut es un sitio incluso anterior.
A principios del V milenio a. C., el edificio monumental principal de Chogha Mish fue destruido. Era el denominado 'Edificio Quemado'. Esta destrucción de Chogha Mish también coincidió con el abandono de algunos otros sitios en la parte oriental de la llanura de Susiana. Tuvo lugar a mediados del V milenio a. C. La nueva cerámica asociada a este período era del tipo Susiana Tardía 1, con el 'motivo de puntos'.
Los asentamientos del período posterior se desplazaron más hacia el oeste. Esto está asociado con las actividades de la movilidad de los pastores de las tierras altas en la parte oriental del área.
Alrededor del 3400 a. C., durante la fase final del período de Uruk, más ocupantes regresaron al área.

## Correlaciones con la Mesopotamia prehistórica
Chogha Mish proporciona una importante evidencia sobra las tempranas conexionesentre Susiana y Mesopotamia. Los descubrimientos en Chogha Mish muestran que el período de Susiana Temprano fue contemporáneo con el período de El Obeid 1 en el sur de Mesopotamia y el período de Samarra en el centro de Mesopotamia.
La cerámica de línea cerrada de la fase Susiana Arcaica 3 fue contemporánea con la fase Obeid O, que es anterior a la previamente conocida secuencia Obeid del sur de Mesopotamia. La cerámica pintada del período de Samarra en Mesopotamia central llegó más tarde.
Según los arqueólogos,

'Antes del V milenio a. C., Chogha Mish, con alrededor de 17 ha de área de ocupación, era el centro más poblado. Las investigaciones arqueológicas del Instituto Oriental desde 1969 hasta 1979 también mostraron una creciente complejidad social y económica hasta que fue temporalmente abandonado en algún momento de principios del V milenio a. C., quizás alrededor del 4800 a. C.'

No obstante, continuó un asentamiento de transición a menor escala. Alrededor del 4400 a. C., probablemente se estableció la cercana Susa, convirtiéndose en el asentamiento más grande que dominó el área.

## Período de protoalfabetización
El período de protoalfabetización (Uruk) en el área comenzó alrededor del 3400 a. C. En ese momento, Chogha Mish era, de nuevo, el sitio principal en la llanura oriental de Susiana. Ahora se convirtió en parte de un área cultural conectada con el sur de Mesopotamia y las colonias relacionadas al oeste.

## Tecnología del Kiln
Chogha Mish proporciona ejemplos de algunos de los primeros kilns (hornos) de Oriente Medio. Estos kilns datan del período de Susiana 1 Medio y luego del período de protoalfabetización. Un kiln de alfarería en Chogha Mish ahora proporciona el prototipo más antiguo conocido de los kilns del Período Dinástico Arcaico de Mesopotamia. Este horno, de doble cámara, mide unos 2,20 m de diámetro. Muestra estrechos paralelos con los ejemplos de las Dinásticas Arcaicas II y III en Abu Salabij y la región del río Diala.

## Desarrollo de la escritura
La ciudad se ha considerado importante actualmente por la información obtenida sobre el desarrollo de la escritura. En Chogha Mish y Susa, la evidencia comienza con un sistema de contabilidad que usa fichas de arcilla, que con el tiempo cambiaron a tablillas de arcilla con marcas y, finalmente, desembocó en el sistema de escritura cuneiforme.

## Hallazgos arqueológicos
|                         |
| Período Susiana Arcaico |

|                               |
| Chogha Mish (6800-4200 a. C.) |

|                               |
| Chogha Mish (6800-4200 a. C.) |

|                               |
| Chogha Mish (6800-4200 a. C.) |